# Repara tu Deuda Abogados
Repara tu Deuda Abogados es un bufete de abogados español especializado en la aplicación de la Ley de la Segunda Oportunidad. Fundado en 2015, fue el primer bufete de abogados en España que aplicó la Ley de la Segunda Oportunidad, proporcionando asistencia jurídica a las personas que se enfrentan a una deuda excesiva. El bufete cuenta con 300 abogados especializados en la resolución de asuntos relacionados con deudas de entidades financieras, bancarias y de crédito.

## Historia
Repara tu Deuda Abogados se creó en 2015 y se convirtió en el primer bufete de España especializado en la Ley de la Segunda Oportunidad. Desde su creación, el bufete ha liderado la defensa y ha representado a particulares que se enfrentan a situaciones de sobreendeudamiento. El bufete ha crecido significativamente, expandiendo sus operaciones por varias ciudades de España.

## Áreas de práctica
El bufete se centra exclusivamente en la aplicación de la Ley de la Segunda Oportunidad, un marco legal diseñado para ofrecer alivio de la deuda a particulares y autónomos. Sus servicios incluyen el análisis financiero para evaluar la situación económica del cliente y determinar si se puede beneficiar de la Ley de la Segunda Oportunidad, la negociación con los acreedores para alcanzar acuerdos extrajudiciales y así evitar la liquidación de activos, la representación legal durante el procedimiento de insolvencia, incluyendo la posible exoneración de deudas, y el asesoramiento continuado tras la conclusión del proceso judicial para apoyar la recuperación financiera del cliente.

## Operaciones
Repara tu Deuda Abogados tiene su sede en Barcelona y ha ampliado su presencia a todo el territorio nacional.